# Grande Prémio Internacional de Torres Vedras
O Grande Prémio Internacional de Torres Vedras-Troféu Joaquim Agostinho é uma competição de ciclismo profissional por etapas portuguesa que se disputa no Distrito de Lisboa, na cidade de Torres Vedras e seus arredores, no mês de julho. O nome do troféu é uma homenagem ao afamado ciclista português Joaquim Agostinho.
Disputa-se desde 1978 ininterruptamente.
Desde o 2009 consta de 4 etapas., com a excepção da edição de 2020 que constou de 2 etapas apenas. 

## Palmarés
| Ano  | Vencedor                | Segundo                | Terceiro                |
| ---- | ----------------------- | ---------------------- | ----------------------- |
| 1978 | Carlos Santos           | Firmino Bernardino     | Elias Campos            |
| 1979 | Firmino Bernardino      | Carlos Santos          | Elias Campos            |
| 1980 | Alexandre Ruas          | Firmino Bernardino     | Rui Azevedo             |
| 1981 | Venceslau Fernandes     | Adelino Teixeira       | Fernando Fernandes      |
| 1982 | José Xabier             | Eduardo Correia        | Carlos Ferreira         |
| 1983 | Hardy Gröger            | Frank Herzog           | Jacinto Paulinho        |
| 1984 | Fernando Fernandes      | Patrice Thevenard      | Alberto Leal            |
| 1985 | José Maria Barcala      | Antonio Fernandes      | Fernando Carvalho       |
| 1986 | Pëtr Ugrumov            | Jonas Romanovas        | Marco Chagas            |
| 1987 | Americo Silva Neves     | Joao Santos Leitao     | Evgenij Antonovič       |
| 1988 | Jacinto Coelho          | Oleg Logvine           | Evgenij Antonovič       |
| 1989 | Rui Duro Aldeano        | Arsenio González       | Delmino Pereira         |
| 1990 | Joaquim Gomes           | Alberto Leanizbarrutia | Arsenio González        |
| 1991 | Viktor Klimov           | Joaquim Gomes          | Juan Carlos Gallega     |
| 1992 | João Silva              | Manuel Correia Sa      | Petr Petrov             |
| 1993 | Joaquim Alberto Sampaio | Delmino Pereira        | Quintino Fernandes      |
| 1994 | Joaquim Gomes           | Orlando Rodrigues      | Juan Rodrigo Arenas     |
| 1995 | Orlando Rodrigues       | Cássio Freitas         | Joaquim Alberto Sampaio |
| 1996 | Joaquim Alberto Sampaio | Manuel Abreu Campos    | Fabian Jeker            |
| 1997 | Delmino Pereira         | Joaquim Gomes          | Richard Chassot         |
| 1998 | José Azevedo            | Vítor Gamito           | Frederic Vifian         |
| 1999 | Juan Carlos Guillamón   | José Azevedo           | Michele Laddomada       |
| 2000 | Youri Sourkov           | David Bernabéu         | Davide Tonucci          |
| 2001 | Adrián Palomares        | Antonio Pérez          | Steffen Weigold         |
| 2002 | David Bernabéu          | Vladimir Karpec        | Pedro Arreitunandia     |
| 2003 | Fabian Jeker            | Lander Ziarrusta       | Alejandro Valverde      |
| 2004 | David Bernabéu          | Nelson Vitorino        | Danail Petrov           |
| 2005 | Gerardo Fernández       | Vitor Rodrigues        | Danail Petrov           |
| 2006 | Danail Petrov           | Bruno Pires            | David Blanco            |
| 2007 | Xavier Tondo            | Eladio Jiménez         | Héctor Guerra           |
| 2008 | Tiago Machado           | Jesus Buendía          | David Bernabéu          |
| 2009 | Héctor Guerra           | Tiago Machado          | João Cabreira           |
| 2010 | Cândido Barbosa         | David Blanco           | Santiago Pérez          |
| 2011 | Ricardo Mestre          | Sérgio Ribeiro         | Alejandro Marque        |
| 2012 | Ricardo Mestre          | Iker Camaño            | José Gonçalves          |
| 2013 | Eduard Prades           | Edgar Pinto            | Henrique Casimiro       |
| 2014 | Delio Fernández         | Víctor de la Parte     | Edgar Pinto             |
| 2015 | João Benta              | Delio Fernández        | Alberto Gallego         |
| 2016 | Rinaldo Nocentini       | Hernâni Brôco          | Raul Alarcón            |
| 2017 | Amaro Antunes           | Rinaldo Nocentini      | Frederico Figueiredo    |
| 2018 | José Fernandes          | Henrique Casimiro      | Joni Brandão            |
| 2019 | Henrique Casimiro       | José Fernandes         | Sérgio Paulinho         |
| 2020 | Frederico Figueiredo    | Luís Gomes             | Luís Mendonça           |
| 2021 | Frederico Figueiredo    | José Fernandes         | Jokin Murguialday       |
| 2022 | Frederico Figueiredo    | Joan Bou               | Tiago Antunes           |
| 2023 | Mauricio Moreira        | Artem Nych             | Frederico Figueiredo    |

## Palmarés por países
Actua
| País                     | Vitórias |
| ------------------------ | -------- |
| Portugal                 | 28       |
| Espanha                  | 9        |
| União Soviética + Rússia | 2        |
| Alemanha                 | 1        |
| Cazaquistão              | 1        |
| Suíça                    | 1        |
| Argentina                | 1        |
| Bulgária                 | 1        |
| Itália                   | 1        |
| Uruguai                  | 1        |